# فروشگاه اتحادیه
در قانون کار، فروشگاه اتحادیه، که به عنوان مغازه بسته پس از ورود نیز شناخته می‌شود، نوعی بند امنیتی اتحادیه است. بر اساس این قانون، کارفرما موافقت می‌کند که یا فقط اعضای اتحادیه کارگری را استخدام کند یا از کارکنان جدیدی که قبلاً عضو اتحادیه نبوده‌اند، بخواهد در مدت زمان معینی به عضویت فروشگاه درآیند. استفاده از فروشگاه اتحادیه بسته به سطح حمایت از اتحادیه‌های کارگری به‌طور کلی در کشورهای مختلف، متفاوت است.